# نادیر ساهاکیان
نادیر بارسقی ساهاکیان (ارمنی: Նադիր Բարսեղի Սահակյան؛ زادهٔ ۷ نوامبر ۱۹۳۹) یک  سیاستمدار اهل ارمنستان است که از تاریخ ۱۹۹۰ تا تاریخ ۱۹۹۵ سمت نمایندگی دوره اول شورای عالی جمهوری ارمنستان را برعهده داشت.

## زندگی‌نامه
در 	۷ نوامبر ۱۹۳۹ ‏در ارمنستان به دنیا آمد . 